# Михайлова Дар'я Борисівна
Дари́на (Дар'я) Миха́йлова (* 1989) — українська бігунка на довгі дистанції.

## З життєпису
Народилася 1989 року в Бахмачі (Чернігівська область). Батько — дитячий тренер, посів другу сходинку на чемпіонаті СРСР серед юнаків. Вихованка ДЮСШ «Гармонія». 2016 року брала участь у жіночому півмарафоні на Чемпіонаті Європи з легкої атлетики (Амстердам, Нідерланди). Фінішувала на 54 місці.
Представляла Україну на Чемпіонаті світу з легкої атлетики 2017 року (Лондон, Велика Британія), у жіночому марафоні. Посіла 44 місце.
Посіла 25 місце в жіночому марафоні на Чемпіонаті Європи з легкої атлетики 2018 року (Берлін, Німеччина).
Чемпіонат світу з кросу 2019 — потрапила в 30-ку кращих бігунів. Учасниця Чемпіонату Балкан з півмарафону. Кубок Європи з бігу на 10000 метрів 2019 — 8-ма сходинка.
2020 року зайняла дев'яте місце в Лондонському марафоні.
Учасниця Олімпійських ігор-2020.